# Fals vampir americà
El fals vampir americà (Vampyrum spectrum) és una espècie de ratpenat, l'única del gènere monotípic Vampyrum. Contràriament al que sovint es creu, no estan relacionats amb la família de ratpenats carnívors dels megadermàtids, que també són coneguts com a falsos vampirs.

## Descripció
Aquesta espècie és la més gran entre els ratpenats natius del Nou món i la més gran de totes les espècies de ratpenat carnívor del món. L'envergadura de l'ala generalment fa entre 60 i 91,4 centímetres, podent arribar a 1 metre. La longitud del seu cos varia entre 12,5 i 13,5 centímetres i el seu pes entre 145 i 190 grams. El pelatge de la parts superiors (l'esquena) és generalment de color marró fosc, marró castany o d'òxid ataronjat i està format per pèls curts i fins. Les parts inferiors (el ventre) estan cobertes d'un pel més curt i de color més pàl·lid, generalment marró grisenc o marró groguenc. Les orelles són molts grans i arrodonides. No té una cua apreciable, encara que la membrana de la cua és gran i ample. Els seus peus grans són robustos i tenen urpes llargues i corbades. Les fosses nasals estan coronades per una protuberància de mida mitjana que fa uns 1,7 centímetres i té forma de fulla.

## Distribució i hàbitat
Aquesta espècie està distribuïda per Centreamèrica, des del sud de Mèxic fins a Panamà, i per la meitat nord de Sud-amèrica, a Colòmbia, Veneçuela, Surinam, Guyana, l'Equador, el Perú, el Brasil i l'illa de Trinitat i Tobago. Generalment cerquen refugi a les branques dels arbres, encara que de vegades poden fer-ho a troncs buits o fins i tot a estructures fetes per l'home, a boscos neotropicals densos de les terres baixes, fins a alçades de 1.650 metres. Es troben en major nombre a les àrees riberenques. Mentre s'alimenten, visiten els hàbitats més diversos, podent ser trobats en boscos humits, jardins, boscos de creixement secundari, vores de boscos i zones pantanoses.

## Dieta
El fals vampir americà és un caçador aeri nocturn formidable. Mentre que els autèntics vampirs s'alimenten parasitant la sang d'altres animals, sovint mentre aquests dormen i sense causar-los patiment, aquesta espècie caça activament i mata altres animals. Aquest gran depredador s'alimenta principalment de vertebrats relativament grans com petits ocells, petits mamífers (inclosos altres ratpenats) i ocasionalment d'amfibis i rèptils. Les preses són seleccionades entre les que viuen o reuneixen en grups, tenen una forta olor i viuen generalment als arbres en lloc de fer-lo en cavitats. El pes de les preses varia entre 20 i 150 grams, equivalent al seu propi pes. Al refugi d'un fals vampir americà es van descobrir les restes de 84 ocells pertanyents a 18 espècies diferents entre les quals hi havia motmots, colúmbids, trogoniformes, cucúlids, troglodítids i oriòlids. Els insectes també formen part de la seva dieta, especialment els gríl·lids i els cicàdids.
Quan caça, aquesta espècie és extremadament cautelosa volant lent i baix i pot semblar maldestre, però en realitat té molta maniobrabilitat en vol. Sovint observen la presa i després s'abalancen sobre ella des d'una branca més alta o, a l'estil d'una òliba, caçant mentre patrulla cap endavant i enrere al llarg de les vores del bosc i caient de sobte sobre una presa que estigui a terra. Al contrari de la majoria de ratpenats, no sembla que utilitzin la vista o l'ecolocalització per cercar aliment, sinó que sembla que cacen principalment per mitjà de l'olfacte. No obstant això, s'ha documentat que són atrets pels crits d'altres ratpenats més petits que estan caçant. L'estructura de la seva ala els permet enlairar-se en espais reduïts i carregar preses pesants. Es va creure que aquesta espècie complementava la seva dieta amb fruits, encara que una parella captiva va refusar menjar-ne durant més de 5 anys.

## Comportament
El fals vampir americà sol niar en arbres buits amb la seva parella i les cries durant l'any. Encara que hi ha poques dades sobre els detalls de l'aparellament d'aquesta espècie, es creu que els naixements tenen lloc entre maig i juliol, l'inici de l'estació de les pluges. Tot i que s'han registrat fins a 3 cries per any, el més habitual sol ser una sola cria. Sovint el mascle dorm amb la femella i les seves cries, embolcallant-les completament entre les seves ales.
El fals vampir americà sol caçar diverses vegades durant la nit. Durant la temporada de cria, surt en solitari a caçar i torna al refugi portant aliment per la femella i les cries.

## Depredadors
De vegades els joves ratpenats poden ser l'aliment de depredadors arboris com algunes serps, els coatís i els felins del gènere Leopardus. Els adults poden ser capturats en vol per les òlibes i les àguiles.

## Estat de conservació
Està catalogada com a espècie gairebé amenaçada, ja que aparentment depèn dels boscos primaris, els quals estan ser molt devastats en algunes parts de l'àrea de distribució.

## Cultura popular
A la novel·la Silverwing, Goth, el principal antagonista, i el seu company Throbb són falsos vampirs americans. Aquest fet es repeteix en aquesta i les successives novel·les de la sèrie, així com ho declara el seu autor Kenneth Oppel al lloc web de la novel·la.